# Ceratophrys cranwelli
Ceratophrys cranwelli é uma espécie de anfíbio da família Ceratophryidae. Ele é encontrado na Argentina, Bolívia, Paraguai e Brasil.

## Descrição
Os machos tem 7,1 cm e as fêmeas 9,3 cm.
Seu dorso varia de marrom claro a escuro ou verde a amarelo, com manchas verdes ou escuras circundadas de branco. Possui boca grande e projeções acima dos olhos bem evidentes ("chifres"). Há presença de tubérculos na região dorso lateral e nos membros posteriores. Nos machos há região gular negra. Seu ventre é creme a amarelo claro.

## Dieta
Alimentam-se de invertebrados em geral, anfíbios e pequenos camundongos.

## Hábitos
São animais terrestres e noturnos. Indivíduos dessa espécie raramente são encontrados fora do período reprodutivo, porque vivem "enterrados" abaixo de uma camada de serapilheira, sendo encontrados facilmente durante a estação reprodutiva. Os machos vocalizam formando coro para atrair as fêmeas, dentro de lagoas ou em áreas inundadas. Sua reprodução é possivelmente explosiva.

## Fase larval
Seus girinos são carnívoros. Eles apresentam a boca desproporcionalmente grande em relação ao tamanho do corpo, conforme relatado para outras espécies do gênero Ceratophrys. Sua fileira de dentes é muito variável: 6-9(7,8,9)/6-9(1,2,3).

## Espécies semelhantes
Seu padrão de coloração, o tamanho da boca e a presença de "chifres" torna a espécie inconfundível.